# Przegroda oczodołowa

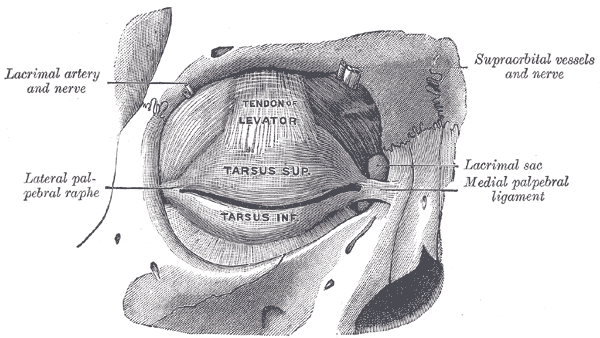
Tarczki oka. Niepodpisane włókna rozpościerające się za nimi stanowią część przegrody oczodołowej

Przegroda oczodołowa (łac. septum orbitale) – w anatomii człowieka delikatna warstwa tkanki łącznej zbitej o utkaniu regularnym, rozpościerająca się pod mięśniem okrężnym oka. Zaczyna się na kostnym brzegu oczodołu jako przedłużenie jego okostnej, po czym zstępuje na powierzchnię powieki, łącząc się z odpowiednią tarczką i (w wypadku powieki górnej) również powierzchowną część mięśnia dźwigacza powieki górnej. Największą grubość osiąga po bokach, gdzie leży z przodu więzadła powiekowego bocznego i do tyłu od więzadła powiekowego przyśrodkowego wraz z woreczkiem łzowym. Troczek mięśnia skośnego górnego znajduje się jeszcze głębiej. Przegrodę przeszywają liczne naczynia oraz nerwy: łzowe, nadbloczkowe, podbloczkowe i nadoczodołowe oraz wiązki włókien mięśnia dźwigacza powieki górnej. Przegroda oczodołowa nie jest sztywną i nieruchomą blaszką, lecz bierze udział we wszystkich ruchach powiek. Jej główne zadanie polega na odseparowaniu od przodu ciała tłuszczowego oczodołu i tym samym osłonie elementów leżących wewnątrz.